# Са вером у Бога (филм)
Са вером у Бога је филм из 1932. године, који је снимио и режирао Михајло Ал. Поповић. Према оцени многих критичара, филм спада међу најбоље филмове снимљене за време Краљевине Југославије, међутим пошто се радило о немом филму, а у то време су већ увелико били популарни звучни филмови, остварио је јако малу зараду.
Филм се бавио животом једне српске породице током Првог светског рата, а Поповић је идеју за филм добио пошто је видео ратног војног инвалида са орденом, како проси.
Редитељ Живојин Павловић је за филм рекао: „...Садржи, у малом, у сировом облику, целу каснију поетику српског филма.”